# Copa Venezuela 2017
A Copa Venezuela 2017, é a 44ª edição dessa competição venezuelana de futebol organizada pela Federación Venezolana de Fútbol, com início em 26 de abril e término em 11 de novembro de 2017.

## Regulamento
A Copa Venezuela começara no dia 26 de abril e terminara no dia 11 de novembro com 26 datas previstas. O campeão se classificara para CONMEBOL Sul-americana de 2018.
Em 2017, a copa terá a participação de clubes da Tercera División na primeira fase. No total serão 21 equipes.

### Sistema de disputa
A formula de disputa da Copa Venezuela 2017, sera num formato quase semelhante ao que é usado pela CONMEBOL Libertadores, com uma fase pré-liminar e duas fases finais. A diferença é que, a fase pré-liminar é disputada em fase de grupos, sete no total com três clubes cada e duas fases de mata-mata. É na terceira fase que entram todas as equipes da primeira divisão.
- Primeira fase com 21 equipes

A primeira fase é composta por 21 equipes divididos em 7 grupos de 3. Cada equipe joga duas rodadas uma única vez. A equipe que obtiver a maior pontuação, avança pra Segunda fase. Em caso de empate, é levado em consideração o número de vitorias e saldo de gols.
- Segunda fase com 28 equipes

A segunda fase é composta por 21 equipes da Segunda División mais as 7 equipes classificadas da fase anterior. É disputado em jogos de ida e volta, formato semelhante ao de copas nacionais como a copa do Brasil. Em caso de empate, a classificação pra a próxima fase é decidia no cobrança de  pênaltis.
- Terceira fase com 32 equipes

Esta é a ultima fase da Copa Venezuela, o formato desta fase se assemelha ao da copa do Brasil com quatro fases eliminatórias. A distribuição das equipes são de 18 equipes da Primera División de Venezuela mais as 14 equipes da Segunda Fase distribuídos em duas zonas de chaveamento: Centro Oriental e Centro Ocidental. Em caso de empates, é levado em consideração o critério do Gol fora. Caso da regra do gol fora não valer, o desempate sera feito na disputa de penalidades.
|                           | Eequipes que jogaram a Copa Venezuela 2017 |
| ------------------------- | --- |
| Primera Fase (21 equipes) | - 21 equipes da Tercera División 2017 (além de equipes afiliadas).                                                                                  |
| Segunda Fase (28 equipes) | - 21 equipes da Segunda División de Venezuela 2017 (além de equipes afiliadas). - 7 equipes da Primera Fase, vencedoras de suas respectivas chaves. |
| Pré-oitavas (32 equips)   | - 18 equipes da Primera División de Venezuela 2017. - 14 equipes da Segunda Fase, vencedoras de suas respectivas chaves.                            |

## Participantes
| Primera Fase                         | Primera Fase                 | Primera Fase                         | Primera Fase                       |
| ------------------------------------ | ---------------------------- | ------------------------------------ | ---------------------------------- |
| UDC Margarita (3°)                   | Deportivo Nueva Esparta (3°) | Ciudad Vinotinto (3°)                | Minasoro Fútbol Club (3°)          |
| Minervén Sport Club (3°)             | Profesor Mejía (3°)          | Pellicano de Vargas Fútbol Club (3°) | Hermandad Gallega Fútbol Club (3°) |
| Libertador Fútbol Club (3°)          | Arroceros Fútbol Club (3°)   | Ortiz Fútbol Club (3°)               | Pacairigua Sport Club (3°)         |
| Unión Deportiva Lara (3°)            | Madeira Club Lara (3°)       | Talentos del Sur (3°)                | Ilusión Naranja Barinas (3°)       |
| Internacional Turén (3°)             | Policía de Lara FC (3°)      | Independiente La Fría (3°)           | (3°) Politáchira Fútbol Club (3°)  |
| Atlético Mérida (3°)                 |                              |                                      |                                    |
| Segunda Fase                         |                              |                                      |                                    |
| Llaneros de Guanare (2°)             | Atlético Guanare (2°)        | Margarita Fútbol Club (2°)           | Titanes Fútbol Club (2°)           |
| Ureña Sport Club (2°)                | UCV FC (2°)                  | Real Frontera Sport Club (2°)        | ULA FC (2°)                        |
| Tucanes de Amazonas Fútbol Club (2°) | Academia Puerto Cabello (2°) | Yaracuyanos (2°)                     | Yaracuy Fútbol Club (2°)           |
| Gran Valencia (2°)                   | Petare (2°)                  | Angostura Fútbol Club (2°)           | Petroleros Fútbol Club (2°)        |
| Estudiantes de Caracas (2°)          | Unión Atlético Falcón (2°)   | Lala FC (2°)                         | Chicó de Guayana Fútbol Club (2°)  |
| Atlético El Vigía (2°)               |                              |                                      |                                    |
| Pré-oitavas                          |                              |                                      |                                    |
| Trujillanos (1°)                     | Carabobo (1°)                | Caracas (1°)                         | Metropolitanos (1°)                |
| Atlético Venezuela (1°)              | Deportivo Táchira (1°)       | Atlético Socopó (1°)                 | Deportivo Lara (1°)                |
| Aragua (1°)                          | Zamora (1°)                  | Deportivo La Guaira (1°)             | Mineros de Guayana (1°)            |
| Deportivo Anzoátegui(1°)             | Portuguesa (1°)              | Deportivo JBL (1°)                   | Estudiantes de Mérida (1°)         |
| Zulia (1°)                           | Monagas (1°)                 |                                      |                                    |

## Primeira fase
A Primeira fase foi realizada nos dias 26 de abril e 17 de maio de 2017. Participaram desta fase 21 equipes da Tercera División 2017, divididas em 7 grupos de 3 equipes. Cada equipe teve dois jogos sem returno e duas datas.

### Grupo 1
| Pos | Equipes                 | Pts | J | V | E | D | GM | GS | SG | Classificação ou rebaixamento |
| --- | ----------------------- | --- | - | - | - | - | -- | -- | -- | ----------------------------- |
| 1   | Deportivo Nueva Esparta | 2   | 2 | 0 | 2 | 0 | 4  | 4  | 0  | Segunda Fase                  |
| 2   | UDC Margarita           | 2   | 2 | 0 | 2 | 0 | 3  | 3  | 0  |                               |
| 3   | Ciudad Vinotinto        | 2   | 2 | 0 | 2 | 0 | 3  | 3  | 0  |                               |

### Grupo 2
| Pos | Equipes              | Pts | J | V | E | D | GM | GS | SG | Classificação ou rebaixamento |
| --- | -------------------- | --- | - | - | - | - | -- | -- | -- | ----------------------------- |
| 1   | Minasoro Fútbol Club | 4   | 2 | 1 | 1 | 0 | 4  | 2  | +2 | Segunda Fase                  |
| 2   | Minervén Sport Club  | 4   | 2 | 1 | 1 | 0 | 3  | 2  | +1 |                               |
| 3   | Profesor Mejía       | 0   | 2 | 0 | 0 | 2 | 0  | 3  | -3 |                               |

### Grupo 3
| Pos | Equipes             | Pts | J | V | E | D | GM | GS | SG | Classificação ou rebaixamento |
| --- | ------------------- | --- | - | - | - | - | -- | -- | -- | ----------------------------- |
| 1   | Hermandad Gallega   | 6   | 2 | 2 | 0 | 0 | 5  | 2  | +3 | Segunda Fase                  |
| 2   | Pellicano de Vargas | 3   | 2 | 1 | 0 | 1 | 4  | 4  | 0  |                               |
| 3   | Ciudad Vinotinto    | 2   | 2 | 0 | 2 | 0 | 3  | 3  | 0  |                               |

### Grupo 4
| Pos | Equipes               | Pts | J | V | E | D | GM | GS | SG | Classificação ou rebaixamento |
| --- | --------------------- | --- | - | - | - | - | -- | -- | -- | ----------------------------- |
| 1   | Pacairigua Sport Club | 3   | 2 | 1 | 0 | 1 | 7  | 6  | +2 | Segunda Fase                  |
| 2   | Arroceros Fútbol Club | 3   | 2 | 1 | 0 | 1 | 3  | 3  | 0  |                               |
| 3   | Ortiz Fútbol Club     | 2   | 2 | 1 | 0 | 1 | 6  | 7  | +1 |                               |

### Grupo 5
| Pos | Equipes              | Pts | J | V | E | D | GM | GS | SG | Classificação ou rebaixamento |
| --- | -------------------- | --- | - | - | - | - | -- | -- | -- | ----------------------------- |
| 1   | Talentos del Sur     | 4   | 2 | 1 | 1 | 0 | 4  | 2  | +2 | Segunda Fase                  |
| 2   | Unión Deportiva Lara | 4   | 2 | 1 | 1 | 0 | 3  | 2  | +1 |                               |
| 3   | Madeira Club Lara    | 0   | 2 | 0 | 0 | 2 | 2  | 5  | -3 |                               |

### Grupo 6
| Pos | Equipes                 | Pts | J | V | E | D | GM | GS | SG | Classificação ou rebaixamento |
| --- | ----------------------- | --- | - | - | - | - | -- | -- | -- | ----------------------------- |
| 1   | Internacional Turén     | 4   | 2 | 1 | 1 | 0 | 5  | 4  | +1 | Segunda Fase                  |
| 2   | Ilusión Naranja Barinas | 1   | 2 | 0 | 1 | 1 | 4  | 5  | -1 |                               |
| 3   | Policía de Lara FC      | 0   | 0 | 0 | 0 | 2 | 0  | 6  | 0  |                               |

### Grupo 7
| Pos | Equipes                 | Pts | J | V | E | D | GM | GS | SG | Classificação ou rebaixamento |
| --- | ----------------------- | --- | - | - | - | - | -- | -- | -- | ----------------------------- |
| 1   | Independiente La Fría   | 4   | 2 | 1 | 1 | 0 | 4  | 1  | +3 | Segunda Fase                  |
| 2   | Atlético Mérida         | 3   | 2 | 1 | 0 | 1 | 3  | 3  | 0  |                               |
| 3   | Politáchira Fútbol Club | 1   | 2 | 0 | 1 | 1 | 1  | 4  | -3 |                               |

## Segunda fase
A segunda fase foi realizada nos dias 23 de maio e 28 de maio de 2017. Participaram 21 equipes da Segunda División de Venezuela 2017 mais as 7 equipes da Primera Fase. Foi dividido em duas zonas: Oriental e Ocidental em dois jogos de ida e volta. Os critérios de desempate utilizados nesta fase foram: gol fora e penalidades.

### Zona Oriental
Em negrito, equipes classificadas para próxima fase.
| Equipe 1                       | Resultado     | Equipe 2                        | Ida   | Vuelta |
| ------------------------------ | ------------- | ------------------------------- | ----- | ------ |
| Deportivo Nueva Esparta        | (2) 3 - 3 (4) | Margarita Fútbol Club           | 1 - 2 | 2 - 1  |
| Minasoro Fútbol Club           | 5 - 2         | Angostura Fútbol Club           | 3 - 0 | 2 - 2  |
| Hermandad Gallega de Venezuela | 5 - 9         | Petroleros Fútbol Club          | 4 - 5 | 1 - 4  |
| Pacairigua Sport Club          | 3 - 3         | Tucanes de Amazonas Fútbol Club | 1 - 0 | 2 - 3  |
| Chicó de Guayana Fútbol Club   | 2 - 4         | Lala FC                         | 1 - 2 | 1 - 2  |
| Petare                         | 4 - 2         | UCV FC                          | 2 - 1 | 2 - 1  |
| Gran Valencia                  | 4 - 5         | Estudiantes de Caracas          | 2 - 4 | 2 - 1  |

### Zona Ocidental
Em negrito, equipes classificadas para próxima fase.
| Equipe 1                 | Resultado | Equipe 2                | Ida   | Vuelta |
| ------------------------ | --------- | ----------------------- | ----- | ------ |
| Talentos del Sur         | 3 - 5     | Llaneros de Guanare     | 0 - 0 | 3 - 5  |
| Internacional Turén      | 5 - 8     | Atlético Guanare        | 1 - 4 | 4 - 4  |
| Independiente La Fría    | 2 - 3     | Titanes Fútbol Club     | 2 - 1 | 0 - 2  |
| Unión Atlético Falcón    | 5 - 0     | Academia Puerto Cabello | 4 - 0 | 1 - 0  |
| Atlético El Vigía        | 3 - 5     | ULA FC                  | 3 - 3 | 0 - 2  |
| Yaracuyanos              | 4 - 1     | Yaracuy Fútbol Club     | 2 - 0 | 2 - 1  |
| Real Frontera Sport Club | 2 - 3     | Ureña Sport Club        | 0 - 2 | 2 - 1  |

## Pré-Oitavas
A Pré-oitavas ou Fase Pré-liminar foi realizada nos dias 08 de agosto e 30 de agosto de 2017. O formato de disputa é o mesmo da fase anterior. Quem vencer nesta fase, avança pra Oitavas de Final.

### Zona Oriental
| Equipo local           | Resultado | Equipo visitante     | Ida   | Vuelta |
| ---------------------- | --------- | -------------------- | ----- | ------ |
| Margarita Fútbol Club  | 3 - 1     | Deportivo Anzoátegui | 2 - 0 | 1 - 1  |
| Minasoro Fútbol Club   | 2 - 10    | Mineros de Guayana   | 2 - 5 | 0 - 5  |
| Lala FC                | 0 - 5     | Monagas SC           | 0 - 1 | 0 - 4  |
| Petroleros Fútbol Club | 3 - 3     | Caracas FC           | 2 - 2 | 1 - 1  |
| Pacairigua Sport Club  | 0 - 4     | Atlético Venezuela   | 0 - 2 | 0 - 2  |
| Petare FC              | 1 - 4     | Deportivo La Guaira  | 0 - 1 | 1 - 3  |
| Estudiantes de Caracas | 2 - 0     | Metropolitanos       | 0 - 0 | 2 - 0  |
| Yaracuyanos FC         | 1 - 4     | Aragua FC            | 0 - 2 | 1 - 2  |

### Zona Ocidental
| Equipo local          | Resultado | Equipo visitante      | Ida   | Vuelta |
| --------------------- | --------- | --------------------- | ----- | ------ |
| Titanes Fútbol Club   | 2 - 4     | Zulia FC              | 0 - 1 | 2 - 3  |
| ULA FC                | 2 - 2     | Estudiantes de Mérida | 1 - 2 | 1 - 0  |
| Deportivo JBL         | 0 - 1     | Trujillanos FC        | 0 - 0 | 0 - 1  |
| Ureña Sport Club      | 2 - 2     | Deportivo Táchira     | 1 - 0 | 1 - 2  |
| Unión Atlético Falcón | 0 - 3     | Carabobo Fútbol Club  | 0 - 0 | 0 - 3  |
| Llaneros de Guanare   | 3 - 3     | Portuguesa            | 1 - 1 | 2 - 2  |
| Atlético Guanare      | 1 - 7     | Deportivo Lara        | 1 - 2 | 0 - 5  |
| Atlético Socopó       | 1 - 2     | Zamora FC             | 1 - 1 | 0 - 1  |

## Fase final
A fase final da Copa Venezuela começou no dia 6 de novembro e tem data prevista para o termino em 11 de novembro de 2017. A fase final acontecerá em oito datas em jogos de ida e volta com critério de desempate com gol fora de casa e disputa de penalidades.
Em Negrito, equipes classificadas para a próxima fase.
|  | Oitavas de final               | Oitavas de final               | Oitavas de final               | Oitavas de final               |   |                    | Quartas de final               | Quartas de final               | Quartas de final               | Quartas de final               |  |  | Semifinais         | Semifinais         | Semifinais         | Semifinais         |  |  | Final              | Final              | Final              | Final              |
|  | 9 de setembro a 13 de setembro | 9 de setembro a 13 de setembro | 9 de setembro a 13 de setembro | 9 de setembro a 13 de setembro |   |                    | 27 de setembro a 11 de outubro | 27 de setembro a 11 de outubro | 27 de setembro a 11 de outubro | 27 de setembro a 11 de outubro |  |  | 18 a 25 de outubro | 18 a 25 de outubro | 18 a 25 de outubro | 18 a 25 de outubro |  |  | 8 e 11 de novembro | 8 e 11 de novembro | 8 e 11 de novembro | 8 e 11 de novembro |
|  |                                |                                |                                |                                |   |                    |                                |                                |                                |                                |  |  |                    |                    |                    |                    |  |  |                    |                    |                    |                    |
|  | Zulia                          | 2                              | 2                              | *                              |   |                    |                                |                                |                                |                                |  |  |                    |                    |                    |                    |  |  |                    |                    |                    |                    |
|  | Trujillanos                    | 1                              | 0                              | *                              |   |                    |                                |                                |                                |                                |  |  |                    |                    |                    |                    |  |  |                    |                    |                    |                    |
|  | Trujillanos                    | 1                              | 0                              | *                              |   | Zulia              | 1                              | 0                              | 1                              |                                |  |  |                    |                    |                    |                    |  |  |                    |                    |                    |                    |
|  |                                |                                |                                |                                |   | Zulia              | 1                              | 0                              | 1                              |                                |  |  |                    |                    |                    |                    |  |  |                    |                    |                    |                    |
|  |                                | Ureña Sport Club               | 1                              | 2                              | 3 |                    |                                |                                |                                |                                |  |  |                    |                    |                    |                    |  |  |                    |                    |                    |                    |
|  | Estudiantes de Mérida          | Ureña Sport Club               | 1                              | 2                              | 3 | 1                  | 1                              | 2                              |                                |                                |  |  |                    |                    |                    |                    |  |  |                    |                    |                    |                    |
|  | Estudiantes de Mérida          |                                |                                |                                |   | 1                  | 1                              | 2                              |                                |                                |  |  |                    |                    |                    |                    |  |  |                    |                    |                    |                    |
|  | Ureña Sport Club               | 1                              | 3                              | 4                              |   |                    |                                |                                |                                |                                |  |  |                    |                    |                    |                    |  |  |                    |                    |                    |                    |
|  | Ureña Sport Club               | 1                              | 3                              | 4                              |   |                    |                                | Ureña Sport Club               |                                |                                |  |  |                    |                    |                    |                    |  |  |                    |                    |                    |                    |
|  |                                |                                |                                |                                |   |                    |                                |                                |                                |                                |  |  |                    |                    |                    |                    |  |  |                    |                    |                    |                    |
|  |                                | Zamora                         |                                |                                |   |                    |                                |                                |                                |                                |  |  |                    |                    |                    |                    |  |  |                    |                    |                    |                    |
|  | Carabobo                       | 1                              | 0                              | 1 (4)                          |   |                    |                                |                                |                                |                                |  |  |                    |                    |                    |                    |  |  |                    |                    |                    |                    |
|  | Carabobo                       | 1                              | 0                              | 1 (4)                          |   |                    |                                |                                |                                |                                |  |  |                    |                    |                    |                    |  |  |                    |                    |                    |                    |
|  | Deportivo Lara (pen)           | 0                              | 1                              | 1 (3)                          |   |                    |                                |                                |                                |                                |  |  |                    |                    |                    |                    |  |  |                    |                    |                    |                    |
|  | Deportivo Lara (pen)           | 0                              | 1                              | 1 (3)                          |   | Carabobo           | 1                              | 1                              | 2                              |                                |  |  |                    |                    |                    |                    |  |  |                    |                    |                    |                    |
|  |                                |                                |                                |                                |   | Carabobo           | 1                              | 1                              | 2                              |                                |  |  |                    |                    |                    |                    |  |  |                    |                    |                    |                    |
|  |                                | Zamora                         | 2                              | 2                              | 4 |                    |                                |                                |                                |                                |  |  |                    |                    |                    |                    |  |  |                    |                    |                    |                    |
|  | Llaneros de Guanare            | Zamora                         | 2                              | 2                              | 4 | 1                  | 1                              | 2                              |                                |                                |  |  |                    |                    |                    |                    |  |  |                    |                    |                    |                    |
|  | Llaneros de Guanare            |                                |                                |                                |   | 1                  | 1                              | 2                              |                                |                                |  |  |                    |                    |                    |                    |  |  |                    |                    |                    |                    |
|  | Zamora                         | 3                              | 2                              | 5                              |   |                    |                                |                                |                                |                                |  |  |                    |                    |                    |                    |  |  |                    |                    |                    |                    |
|  | Zamora                         | 3                              | 2                              | 5                              |   |                    |                                |                                |                                |                                |  |  |                    |                    |                    |                    |  |  |                    |                    |                    |                    |
|  |                                |                                |                                |                                |   |                    |                                |                                |                                |                                |  |  |                    |                    |                    |                    |  |  |                    |                    |                    |                    |
|  |                                |                                |                                |                                |   |                    |                                |                                |                                |                                |  |  |                    |                    |                    |                    |  |  |                    |                    |                    |                    |
|  | Mineros de Guayana (gf)        | 1                              | 3                              | 4                              |   |                    |                                |                                |                                |                                |  |  |                    |                    |                    |                    |  |  |                    |                    |                    |                    |
|  | Mineros de Guayana (gf)        | 1                              | 3                              | 4                              |   |                    |                                |                                |                                |                                |  |  |                    |                    |                    |                    |  |  |                    |                    |                    |                    |
|  | Caracas                        | 2                              | 2                              | 4                              |   |                    |                                |                                |                                |                                |  |  |                    |                    |                    |                    |  |  |                    |                    |                    |                    |
|  | Caracas                        | 2                              | 2                              | 4                              |   | Mineros de Guayana | 4                              | 1                              | 5                              |                                |  |  |                    |                    |                    |                    |  |  |                    |                    |                    |                    |
|  |                                |                                |                                |                                |   | Mineros de Guayana | 4                              | 1                              | 5                              |                                |  |  |                    |                    |                    |                    |  |  |                    |                    |                    |                    |
|  |                                | Margarita                      | 1                              | 0                              | 1 |                    |                                |                                |                                |                                |  |  |                    |                    |                    |                    |  |  |                    |                    |                    |                    |
|  | Margarita                      | Margarita                      | 1                              | 0                              | 1 | 0                  | 0                              | 3                              |                                |                                |  |  |                    |                    |                    |                    |  |  |                    |                    |                    |                    |
|  | Margarita                      |                                |                                |                                |   | 0                  | 0                              | 3                              |                                |                                |  |  |                    |                    |                    |                    |  |  |                    |                    |                    |                    |
|  | Monagas                        | 0                              | 0                              | 2                              |   |                    |                                |                                |                                |                                |  |  |                    |                    |                    |                    |  |  |                    |                    |                    |                    |
|  | Monagas                        | 0                              | 0                              | 2                              |   |                    |                                | Mineros de Guayana             |                                |                                |  |  |                    |                    |                    |                    |  |  |                    |                    |                    |                    |
|  |                                |                                |                                |                                |   |                    |                                |                                |                                |                                |  |  |                    |                    |                    |                    |  |  |                    |                    |                    |                    |
|  |                                | Estudiantes de Caracas         |                                |                                |   |                    |                                |                                |                                |                                |  |  |                    |                    |                    |                    |  |  |                    |                    |                    |                    |
|  | Deportivo La Guaira            | 1                              | 0                              | 1 (3)                          |   |                    |                                |                                |                                |                                |  |  |                    |                    |                    |                    |  |  |                    |                    |                    |                    |
|  | Deportivo La Guaira            | 1                              | 0                              | 1 (3)                          |   |                    |                                |                                |                                |                                |  |  |                    |                    |                    |                    |  |  |                    |                    |                    |                    |
|  | Aragua (pen)                   | 0                              | 1                              | 1 (5)                          |   |                    |                                |                                |                                |                                |  |  |                    |                    |                    |                    |  |  |                    |                    |                    |                    |
|  | Aragua (pen)                   | 0                              | 1                              | 1 (5)                          |   | Aragua             | 2                              | 1                              | 3                              |                                |  |  |                    |                    |                    |                    |  |  |                    |                    |                    |                    |
|  |                                |                                |                                |                                |   | Aragua             | 2                              | 1                              | 3                              |                                |  |  |                    |                    |                    |                    |  |  |                    |                    |                    |                    |
|  |                                | Estudiantes de Caracas(gf)     | 2                              | 1                              | 3 |                    |                                |                                |                                |                                |  |  |                    |                    |                    |                    |  |  |                    |                    |                    |                    |
|  | Atlético Venezuela             | Estudiantes de Caracas(gf)     | 2                              | 1                              | 3 | 2                  | 0                              | 2                              |                                |                                |  |  |                    |                    |                    |                    |  |  |                    |                    |                    |                    |
|  | Atlético Venezuela             |                                |                                |                                |   | 2                  | 0                              | 2                              |                                |                                |  |  |                    |                    |                    |                    |  |  |                    |                    |                    |                    |
|  | Estudiantes de Caracas (gf)    | 2                              | 0                              | 2                              |   |                    |                                |                                |                                |                                |  |  |                    |                    |                    |                    |  |  |                    |                    |                    |                    |

(*) jogo suspenso.

### Final
Jogo de ida
| 8 de novembro |  | – |  |  |
|               |  |   |  |  |

Jogo de volta
| 11 de novembro |  | – |  |  |
|                |  |   |  |  |

## Premiação
| Copa Venezuela 2017           |
| ----------------------------- |
| A Definir Campeão (?º título) |